# Sweet Dream (Jethro Tull)
Sweet Dream (dolce sogno) è un singolo del 1969 dei Jethro Tull, composta da Ian Anderson, pubblicata su 45 giri (con sul lato B 17); in seguito, nel 1972, venne inclusa nella raccolta Living in the Past (album) e riedita nel 1978 come lato B del 45 giri A Stitch in Time. In alcune edizioni viene erroneamente titolata al plurale Sweet Dreams.
Esistono diverse versioni della canzone, riproposta spesso dal vivo nel corso degli anni, in cui Ian Anderson interpreta sul palco il losco figuro, con una mimica che ne restituisce la natura subdola, poi rappresentato in un videoclip, con maggiore efficacia e modernità, nelle vesti di un vampiro, parafrasando le motivazioni economiche che tali comportamenti generalmente nascondono.

## Testo
Il testo della canzone risulta di particolare importanza per il suo sensato perbenismo, in netto contrasto con la tendenza culturale giovanile dell'epoca, improntata ad una forte rottura delle convenzioni sociali.
La storia narrata è quella di un laido affabulatore che convince una ragazzina a seguirlo e abbandonare la propria famiglia con le sue rigide regole morali, promettendole l'immediata realizzazione dei suoi sogni di ingenua adolescente.